# سیندی بازبی
سیندی بازبی (انگلیسی: Cindy Busby؛ زادهٔ ۱۸ مارس ۱۹۸۳) یک هنرپیشه اهل کانادا است.
از فیلم‌ها یا مجموعه‌های تلویزیونی که وی در آن‌ها نقش داشته است می‌توان به سال بزرگ، دفترچه خاطرات یک بی‌عرضه، پای آمریکایی: کتاب عشق، خاطرات خون‌آشام و سوپرنچرال اشاره نمود.